# Gare de Gwangmyeong
La gare de Gwangmyeong (en coréen 광명역), est une gare ferroviaire de la LGV Séoul-Pusan. Elle est située dans la ville de Gwangmyeong, au sud-est de la province Gyeonggi en Corée du Sud.
Gare d'échange, elle dispose d'une station de la ligne 1 du métro de Séoul.

## Situation sur le réseau
Établie à 21 mètres d'altitude, la gare de Gwangmyeong est située au point kilométrique (pk) 22,0 de la LGV Séoul-Pusan, entre la gare de Séoul et la gare de Cheonan-Asan.

## Histoire
C'est en 1995 qu'un concours pour la réalisation de la gare est mis en place par les autorités de la Corée. Le projet français, suivi par l'AREP, remporte ce projet avec « Une vaste verrière cintrée de 70 mètres de portée surplombe sur 310 mètres la partie centrale des huit voies en décaissé. Cette lumineuse nef est prolongée de part et d’autre par des galeries latérales elles aussi clôturées de parois entièrement vitrées ».
L'inauguration de la ligne a lieu en gare de Séoul le 30 mars 2004. La mise en service de l'exploitation commerciale débute le 1er avril 2004

## Service des voyageurs

### Desserte

Installations
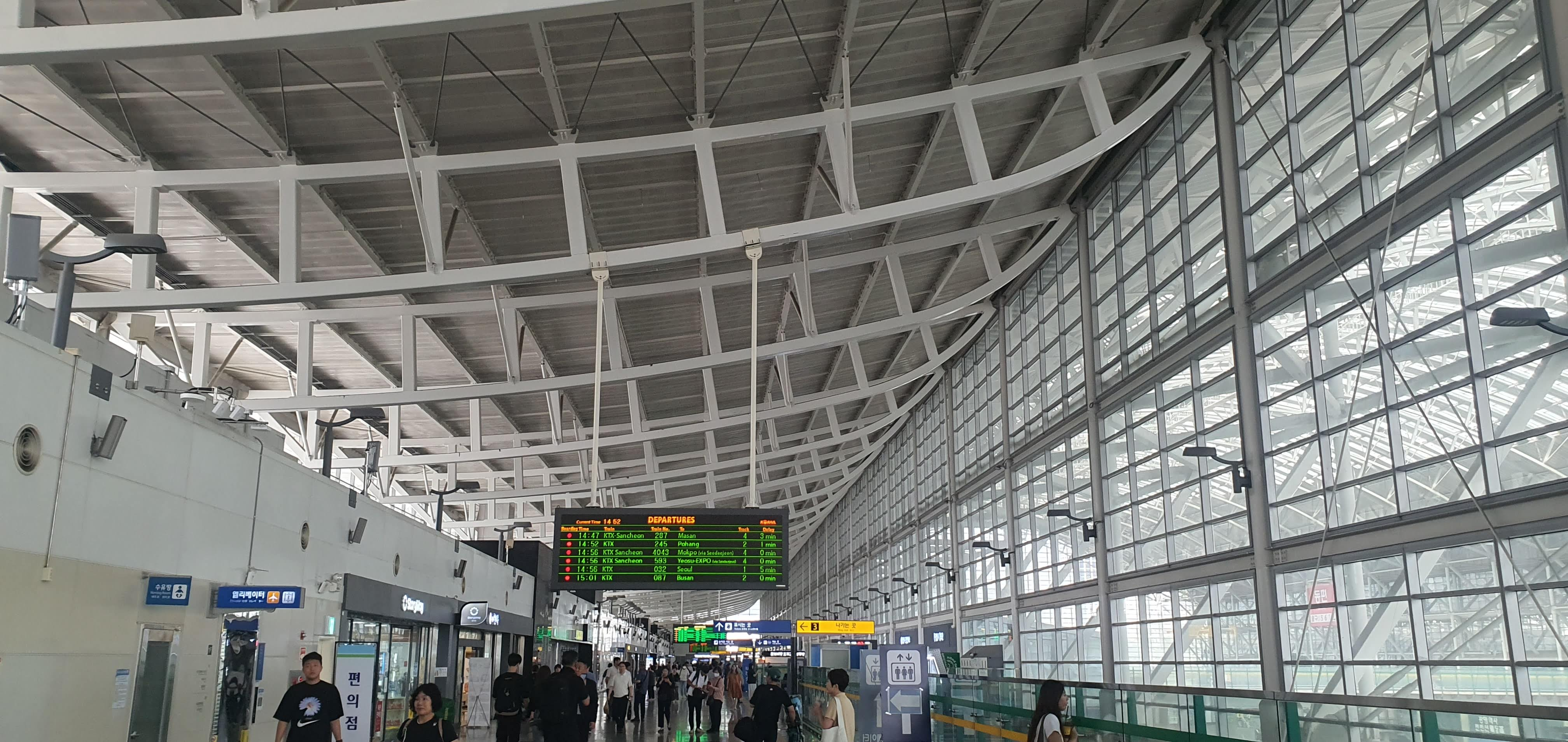
En 2023.
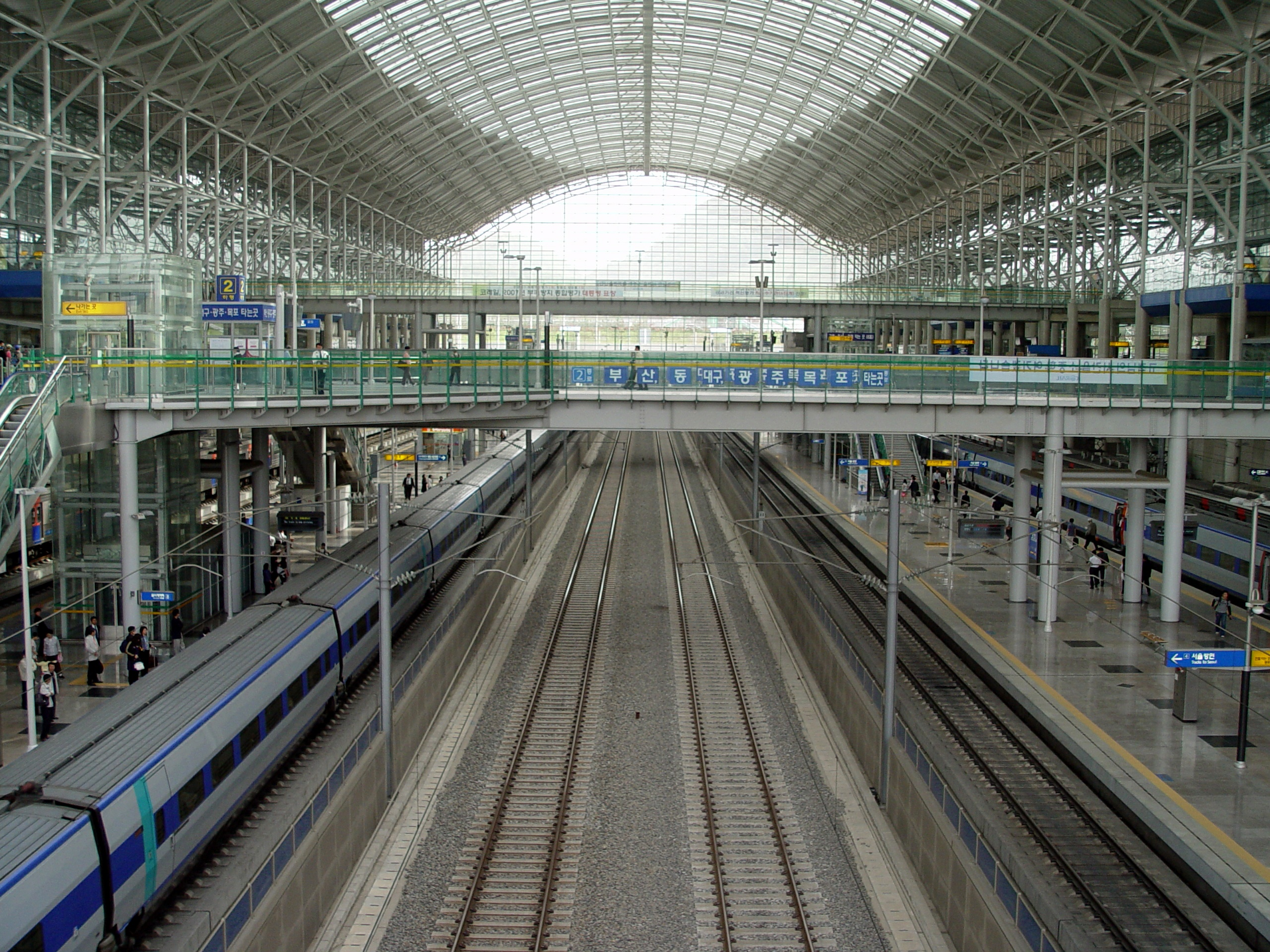
En 2008.
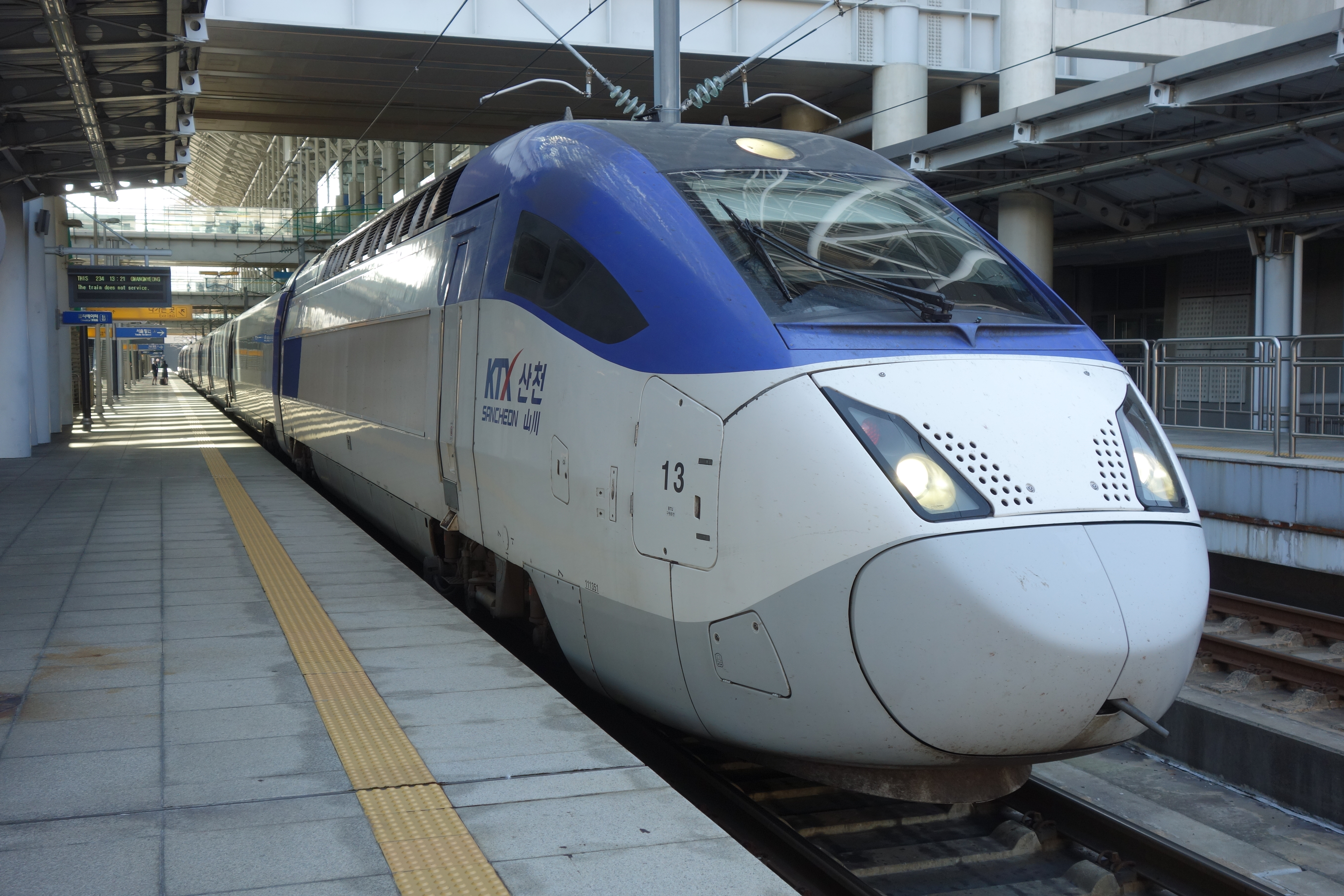
En 2013.

### Intermodalité
La station est desservie par les rames de la ligne 1 du métro de Séoul.

Quai ligne 1 du métro
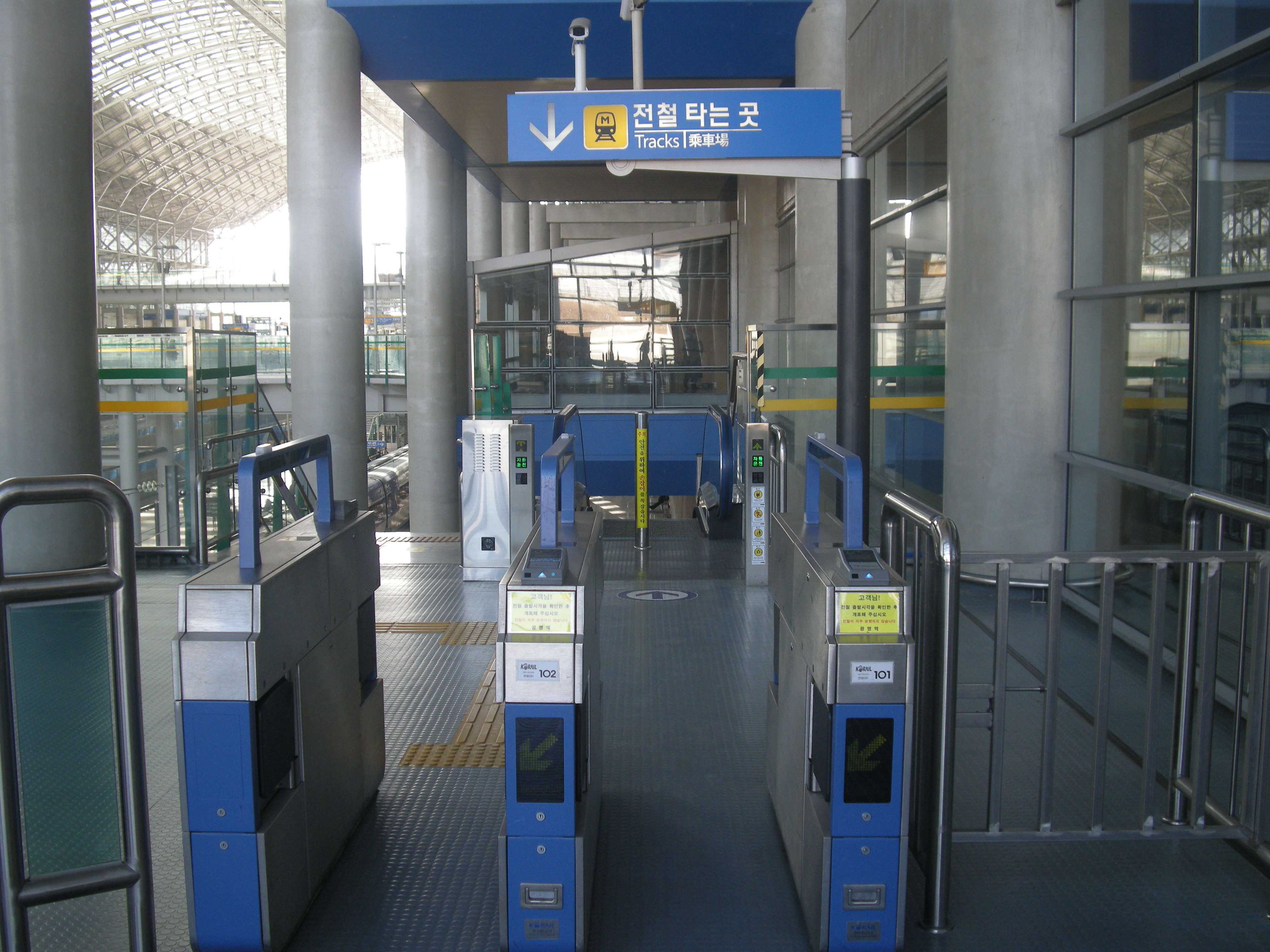
En 2013
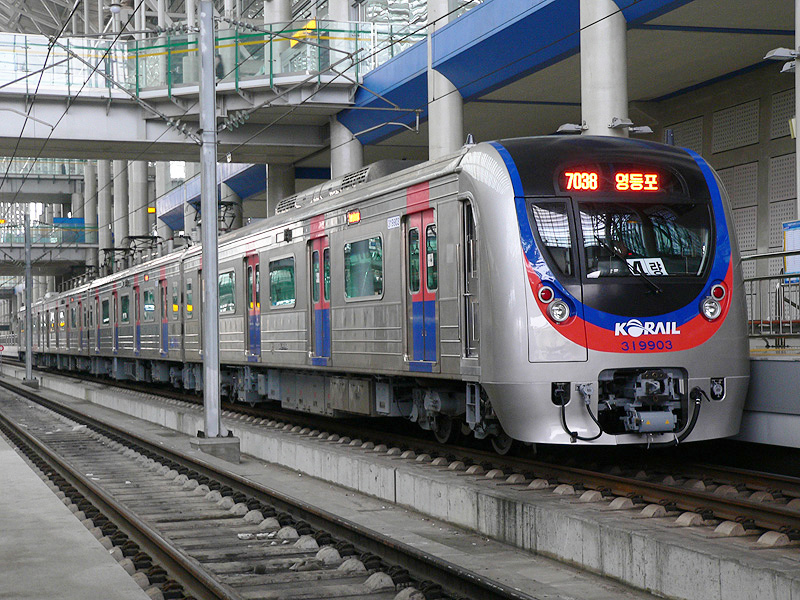
En 2008.
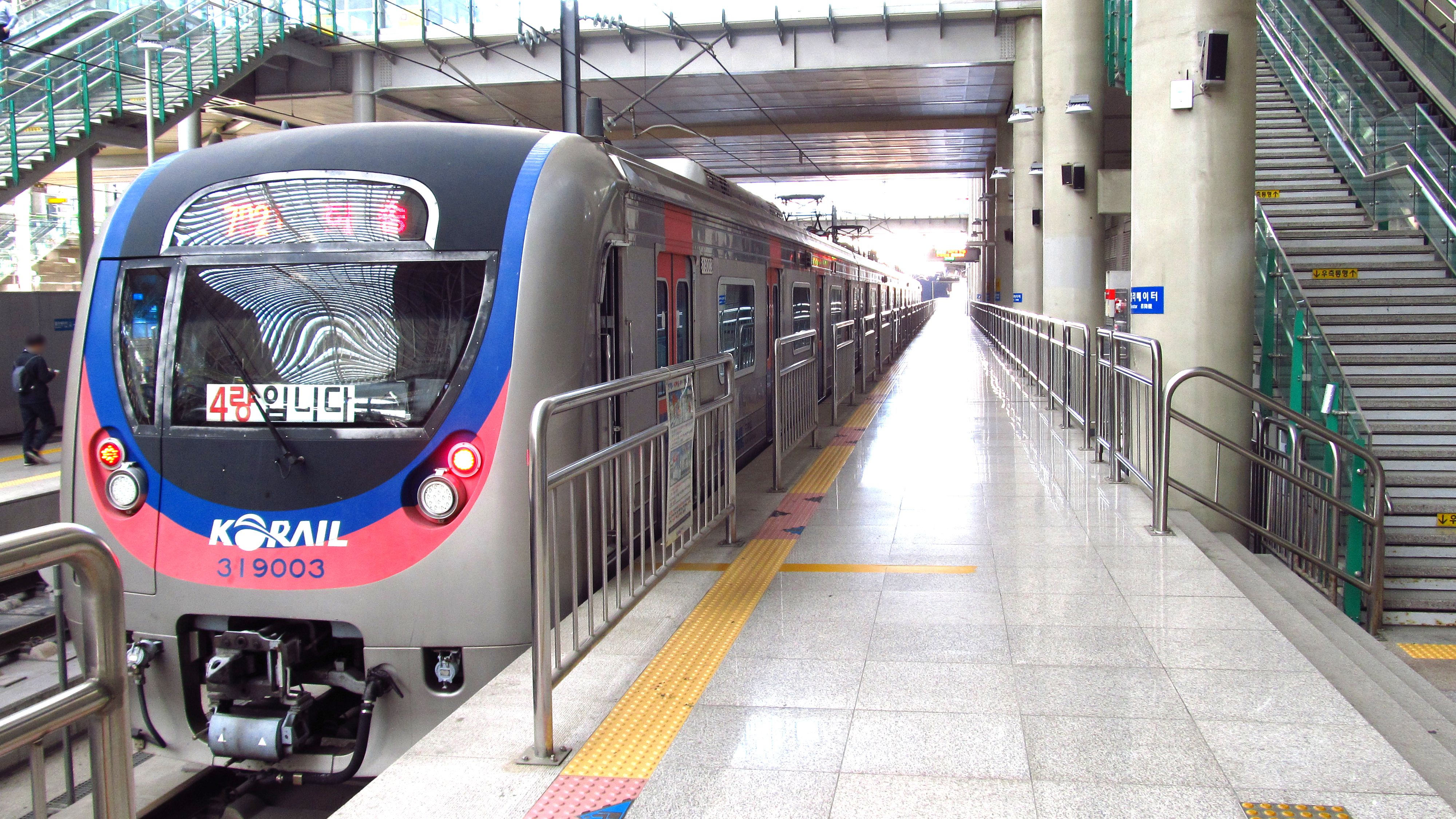
En 2019.